# Soleil FM Bénin
Soleil FM Bénin est une station de radio privée indépendante située à Djeffa, dans la commune de Sèmè-Kpodji, département de l'Ouémé, au Bénin. Née en 2013, elle diffuse ses programmes sur la fréquence 106.00 MHz en bande FM. C'est une radio essentiellement économique, proposant des émissions axées sur le développement des activités financières et économiques, ainsi que des bulletins d'information toutes les demi-heures,.

## Historique
La radio Soleil FM Bénin a été créée le 20 décembre 2013 à Djeffa, un village du Bénin située dans le département de l'Ouémé. Elle appartient à l'homme d'affaires béninois Sébastien Ajavon.

## Diffusion
Les programmes de la radio Soleil FM Bénin sont diffusés en bande FM sur la fréquence 106.00 MHz dans le sud du Bénin.
Elle diffuse également ses programmes sur différentes plates-formes de streaming et grâce à ses applications mobiles,,.

## Polémiques
En novembre 2016, la station de radio Soleil FM Bénin ainsi que six chaînes de télévision béninoises sont fermées pour violation présumée des conventions signées avec la Haute Autorité de l’audiovisuel et de la communication, pour avoir changé de site d’émission sans autorisation. La mesure concernant la radio et les chaînes de télévision E-Télé et Eden-TV a été levée par la plénière des neuf conseillers membres de la Haac le 26 janvier 2017,.
En octobre 2017 et durant plusieurs mois, les fréquences de la radio Soleil FM Bénin sont piratées régulièrement. Elles sont brouillées et du silence ou des diffusions de musique gospel remplacent les émissions normalement diffusées par la radio,.
Le 17 décembre 2019, la Haute Autorité de l’audiovisuel et de la communication demande à la radio Soleil FM Bénin de suspendre ses émissions à partir de minuit. La convention de la radio avec l'institution est arrivée à expiration et n'a pas été renouvelée dans les délais,.